# Melanie Dennison
Melanie Jane Dennison (Mildura, 23 de octubre de 1973) es una deportista australiana que compitió en vela en las clases Laser Radial y Europe.
Ganó una medalla de oro en el Campeonato Mundial de Laser Radial de 1994 y dos medallas en el Campeonato Mundial de Europe, plata en 1999 y bronce en 1997.

## Palmarés internacional
| Campeonato Mundial | Campeonato Mundial | Campeonato Mundial | Campeonato Mundial |
| Año                | Lugar              | Medalla            | Clase              |
| ------------------ | ------------------ | ------------------ | ------------------ |
| 1994               | Wakayama (Japón)   | Medalla de oro     | Laser Radial       |

| Campeonato Mundial | Campeonato Mundial             | Campeonato Mundial | Campeonato Mundial |
| Año                | Lugar                          | Medalla            | Clase              |
| ------------------ | ------------------------------ | ------------------ | ------------------ |
| 1997               | San Francisco (Estados Unidos) | Medalla de bronce  | Europe             |
| 1999               | Melbourne (Australia)          | Medalla de plata   | Europe             |